# (300196) 2006 WZ96
(300196) 2006 WZ96 es un asteroide perteneciente al cinturón de asteroides descubierto el 19 de noviembre de 2006 por el equipo del Spacewatch desde el Observatorio Nacional de Kitt Peak, Arizona, Estados Unidos.

## Designación y nombre
Designado provisionalmente como 2006 WZ96.

## Características orbitales
2006 WZ96 está situado a una distancia media del Sol de 3,147 ua, pudiendo alejarse hasta 3,766 ua y acercarse hasta 2,527 ua. Su excentricidad es 0,196 y la inclinación orbital 0,810 grados. Emplea 2039,47 días en completar una órbita alrededor del Sol.

## Características físicas
La magnitud absoluta de 2006 WZ96 es 16,8. 